# Felicity Huffman
Felicity Huffman (Bedford, New York, 9. prosinca 1962.), američka glumica.

## Životopis

### Mladost
Felicity je rođena 1962. godine u Bedfordu, New York. Roditelji su joj se razveli godinu dana nakon njenog rođenja, i odgojila ju je majka. Huffman je maturirala na Interlochen Arts Academy u Michiganu. Nakon srednje škole odlazi na koledž u New York gdje je diplomirala 1988.

### Karijera
Felicity je najpoznatija po ulozi Lynette Scavo u popularnoj televizijskoj seriji " Kućanice " i po ulozi u filmu iz 2005., "Transamerica". Osvojila je nagradu Emmy za rad na seriji "Kućanice", kao i dvije nagrade "Screen Actors Guild Awards". Huffman je za ulogu u filmu "Transamerica" pokupila mnogo hvalospjeva, te je tako bila nominirana i za filmsku nagradu Oscar.

### Privatni život
Felicity je u braku s William H. Macy, glumcem, s kojim ima dvije kćeri, Sofiju Grace i Georgiju Grace. Sa suprugom se pojavila u filmu "Magnolia". 2005. Huffman je otkrila kako je patila od anoreksije i bulimije u svojim ranim 20-ima.

## Zanimljivosti
- nadimak joj je Flicka.
- visoka je 165 cm.
- prvu kćer, Sofiju Grace rodila je 1. kolovoza 2000., a drugu kćer, Georgia Grace je rođena 14. ožujka 2002.
- Felicityin idol je pjevačica Tina Turner.
- 2005. i ona i njen muž su dobili nominacije za nagradu Emmy.
- u Oprah Show, u rubrici "Najluđi snovi", Oprah Winfrey joj je ispunila želju, te je Felicity nastupila kao back up plesačica slavnoj Tini Turner.

## Filmografija

### Televizijske uloge
- "Kućanice" (Desperate Housewives) kao Lynette Scavo (2004. – 2012.)
- "The D.A." kao Charlotte Ellis (2004.)
- "Frasier" kao Julia Wilcox (2003.)
- "Svemoguća Kim" (Kim Possible) kao direktorica (2002. – 2003.)
- "Out of Order" kao Lorna Colm (2003.)
- "Girl's Club" kao Marcia Holden (2002.)
- "Zapadno krilo" (The West Wing) kao Ann Stark (2001.)
- "Sports Night" kao Dana Whitaker (1998. – 2000.)
- "Zakon i red" (Law & Order) kao Diane Perkins (1992.; 1997.)
- "Chicago Hope" kao Ellie Stockton (1997.)
- "Early Edition" kao detektivka Tagliatti (1996.)
- "Bedtime" kao Donna (1996.)
- "Dosjei X" (X-Files) kao doktorica Nancy Da Silva (1993.)
- "Raven" kao Sharon Prior (1992.)
- "Golden Years" kao Terry Spann (1991.)

### Filmske uloge
- "The Politician's Wife" kao nepoznata uloga (2010.) - u produkciji
- "Come Back to Sorrento" (2009.) - pre-produkcija
- "Phoebe in Wonderland" kao Hillary Lichten (2008.)
- "Georgia Rule" kao Lilly (2007.)
- "Transamerica" kao Sabrina 'Bree' Osbourne (2005.)
- "Božić s Krankovima" (Christmas with the Kranks) kao Merry (2004.)
- "Grijesi prošlosti" (Reversible Errors) kao Gillian Sullivan (2004.)
- "Sve za Helenu" (Raising Helen) kao Lindsay Davis (2004.)
- "House Hunting" kao Sheila (2003.)
- "Od vrata do vrata" (Door to Door) kao Joeyjeva mama (2002.)
- "Na putu rata" (Path to War) kao Lady Bird Johnson (2002.)
- "Iznenadna odluka" (Snap Decision) kao Carrie Dixon (2001.)
- "The Heart Department" kao Liza Peck (2001.)
- "Magnolija" kao Cynthia (1999.)
- "Slučajno ubojstvo" (A Slight Case of Murder) kao Kit Wannamaker (1999.)
- "Španjolski zatvorenik" (The Spanish Prisoner) kao Pat McCune (1997.)
- "Harrison: Cry of the City" kao Peggy Macklin (1996.)
- "Hakeri" (Hackers) kao odvjetnica (1995.)
- "The Heart of Justice" kao Annie (1993.)
- "Quicksand: No Escape" kao Julianna Reinhardt (1992.)
- "Reversal of Fortune" kao Minnie (1990.)
- "Things Change" kao djevojka (1988.)
- "Lip Service" kao P.A. (1988.)
- "A Home Run for Love" kao Sara Greene (1978.)

## Vanjske poveznice
- Felicity Huffman u internetskoj bazi filmova IMDb-u (engl.)